# Eugenia gerdae
Eugenia gerdae är en myrtenväxtart som beskrevs av Mazine. Eugenia gerdae ingår i släktet Eugenia och familjen myrtenväxter. Inga underarter finns listade i Catalogue of Life.